# Puente Cubierto
El Puente Cubierto o el Ponte Vecchio ("Puente Viejo") es un puente de arco de piedra y ladrillo sobre el río Tesino en Pavía, Italia.
El puente anterior, que data de 1354 (en sí mismo un reemplazo de una construcción romana), fue gravemente dañado por la acción aliada en 1945. El debate sobre si reparar o reemplazar el puente terminó cuando el puente se derrumbó parcialmente en 1947, lo que requirió una nueva construcción, que comenzó en 1949. El nuevo puente se basa en el anterior, que tenía siete arcos frente a los cinco del puente actual. El Ponte Coperto fue, hasta el siglo XIX, el único puente de ladrillo sobre el Tesino desde el lago Mayor hasta su confluencia con el Po.
El puente actual, al igual que su antecesor, alberga una capilla.

## Historia

### Puente romano
En la época prerromana, el Tesino desembocaba en el valle del Po, debajo del lugar donde ahora se encuentra el puente. En la confluencia de los dos ríos, en un territorio entonces controlado por poblaciones de la cultura Golasecca, alrededor del año 600 a. C., según Livio, el príncipe celta Beloveso derrotó a los etruscos y, tras establecerse en este territorio con su pueblo, fundó, más al norte, la ciudad de Milán.
En el año 218 a. C., cuando el punto de encuentro entre el Tesino y el Po se había desplazado varios kilómetros río abajo, los romanos, liderados por Publio Cornelio Escipión, construyeron un puente sobre el Tesino donde hoy se encuentra Pavía, que destruyeron tras la derrota sufrida por Aníbal, en la batalla del Tesino.
En la época romana, en la antigua ciudad de Ticinum (antiguo nombre de Pavía), ya existía un puente que unía las dos orillas del río Tesino en el mismo lugar que el actual Ponte Coperto. La base de uno de los pilares centrales todavía es visible hoy en día cuando hay niveles bajos de agua. La orientación del muelle es prueba de que en época romana la dirección de la corriente del río era diferente. Se cree que el puente romano fue construido durante la época de Augusto.

### Leyenda
Según la leyenda, en el año 999, en Nochebuena, unos peregrinos quisieron asistir a la misa de medianoche en el pueblo pero, debido a la espesa niebla, sus barcas no pudieron cruzar el río. De repente, llegó un hombre vestido de rojo y prometió que inmediatamente construiría un puente a cambio de que la primera alma cruzara el puente. Ese hombre era el diablo, y solo fue reconocido por el Arcángel Miguel, que había llegado de la iglesia cercana. Michael fingió aceptar el trato pero, una vez que se construyó el puente, una cabra lo cruzó primero. Por lo tanto, el puente también se conoció como Ponte del Diavolo ('Puente del Diablo').

### Puente delsigloXIV

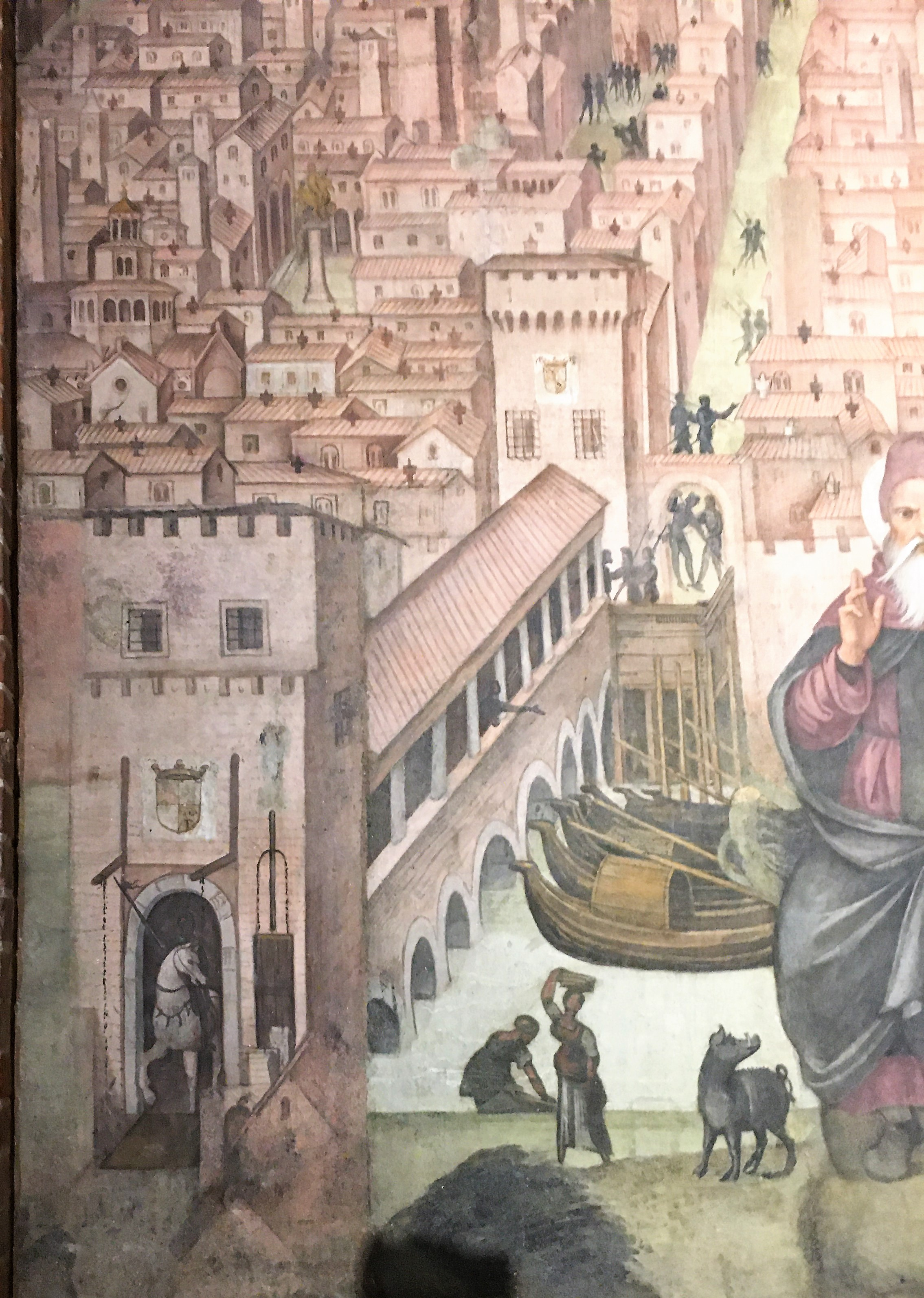
Cómo se suponía que debía aparecer originalmente el puente, Bernardino Lanzani, Sant'Antonio Abate protege Pavía durante el asedio de 1522, Pavía, Iglesia de San Teodoro.

El puente romano siguió funcionando incluso a principios de la Edad Media y fue restaurado en 860 por el emperador Luis el Germánico, quien ordenó a los vasallos dependientes de la Abadía de Bobbio que vinieran a Pavía para participar en las obras. En la Edad Media (luego en la época moderna, hasta la llegada del ferrocarril), el puente era muy importante porque era un punto nodal en la intersección de dos rutas comerciales fundamentales para todo el valle del Po: la ruta del río, a través de la cual era posible llegar al Adriático y Venecia y la ruta "Lombardía" que, cruzando el puente cubierto, conectaba Génova con Milán.
Un nuevo puente fue reconstruido en 1351 sobre las ruinas del puente romano, siguiendo el proyecto de Giovanni da Ferrara y Jacopo da Cozzo. El puente se completó en 1354: estaba cubierto y tenía diez arcos irregulares y dos torres en sus extremos, utilizadas para la defensa. El aspecto de este puente, aunque con sólo seis arcos, se puede observar en los frescos de Bernardino Lanzani (alrededor de 1524) en la iglesia de San Teodoro. Durante la construcción de las murallas españolas, en el siglo XVII, el primer arco y medio del lado de la ciudad y el primer arco del lado del Borgo se incorporaron a los baluartes y por tanto se cerraron. Posteriormente, se añadieron nuevos elementos: un pórtico de entrada del lado de Borgo Ticino (1599), una capilla en el centro del puente en honor a San Juan Nepomuceno (1746 ) y, por último, un pórtico de entrada, construido por Carlo Armati (1822), del lado del centro histórico. En la oficina de registro del Palazzo Mezzabarba, sede del municipio de Pavía, se exhibe una maqueta en madera del puente del siglo XIV, construido en 1938.
Los bombardeos aliados en septiembre de 1944 durante la Segunda Guerra Mundial dañaron el antiguo puente y destruyeron uno de sus arcos. Al final de la guerra, se abrió un debate sobre la oportunidad de arreglar el viejo puente o derribarlo. Debido al temor de que cualquier derrumbe del puente pudiera haber causado una inundación, en febrero de 1948 el Ministerio de Obras Públicas ordenó la demolición del antiguo artefacto.
Algunos restos de los pilares del antiguo puente aún son visibles en las aguas del río.

### Puente delsigloXX
La construcción del nuevo puente comenzó en 1949 y su inauguración tuvo lugar en 1951. En el portal de entrada del lado de la ciudad se colocó un epígrafe con las palabras: Sull'antico varco del ceruleo Tesino, ad immagine del vetusto Ponte Coperto, demolito dalla furia della guerra, la Repubblica Italiana riedificò ('Sobre el antiguo paso del cerúleo río Tesino, a semejanza del antiguo Ponte Coperto, demolido por la guerra, la República Italiana reconstruida').
El puente se construyó unos 30 metros (98 pies) más abajo que el anterior, más grande y más alto. Los arcos son más grandes, por lo tanto menos (cinco en lugar de siete). El puente también es más corto, ya que está colocado exactamente perpendicular a la corriente del río. En cambio, el antiguo siguió la línea que une Strada Nuova (en el centro de la ciudad) y Piazzale Ghinaglia (en Borgo Ticino). Los cambios en el proyecto estuvieron dirigidos a mejorar las condiciones viales en el puente y facilitar los flujos de agua del río.
En 2005, con motivo del 50 aniversario de la muerte de Albert Einstein, se colocó una placa en la parte central del puente. La placa dice An die schöne Brücke in Pavia habe ich oft gedacht ("A menudo he pensado en ese hermoso puente en Pavía"), una cita de una carta escrita por el científico en 1947 a un amigo italiano que se refiere a un período de tiempo Einstein había pasado en Pavía cuando tenía 15 años.